# Megorama viduum
Megorama viduum är en skalbaggsart som beskrevs av Henry Clinton Fall 1905. Megorama viduum ingår i släktet Megorama och familjen trägnagare. Inga underarter finns listade i Catalogue of Life.